# Station Bremen-Burg
Station Bremen-Burg (Bahnhof Bremen-Burg, ook wel HB-Burg) is een spoorwegstation in de Duitse plaats Bremen, in de deelstaat Bremen. Het station ligt aan de spoorlijn Wunstorf - Bremerhaven en de spoorlijn Bremen-Burg - Bremen-Vegesack. Op het station stoppen alleen Regio-S-Bahntreinen van Bremen en Nedersaksen op het station. Het station telt vier perronsporen, waarvan twee aan één eilandperron.

## Treinverbindingen
De volgende treinseries doen station Bremen-Burg aan:
| Serie | Treinsoort                  | Route                                                                                              | Bijzonderheden                            |
| ----- | --------------------------- | -------------------------------------------------------------------------------------------------- | ----------------------------------------- |
| RS1   | Regio-S-Bahn (NordWestBahn) | Bremen-Farge – Bremen-Vegesack – Bremen-Burg – Bremen Hbf – Achim – Verden (Aller)                 | Extra spitsritten tussen Vegesack en Hbf. |
| S2    | Regio-S-Bahn (NordWestBahn) | Bremerhaven-Lehe – Bremerhaven Hbf – Osterholz-Scharmbeck – Bremen-Burg – Bremen Hbf – Twistringen | Versterkingstreinen tijdens de spits      |